# Hastings (Familienname)
Hastings ist der Familienname folgender Personen:
- Adam Hastings (* 1996), schottischer Rugby-Union-Spieler
- Albert Baird Hastings (1895–1987), US-amerikanischer Biochemiker
- Alcee Hastings (1936–2021), US-amerikanischer Politiker
- Amy Hastings (* 1984), US-amerikanische Langstreckenläuferin, siehe Amy Cragg
- Barbara Abney-Hastings, 13. Countess of Loudoun (1919–2002), britische Politikerin
- Beatrice Hastings (eigentlich Emily Alice Haigh, 1879–1943), britische Dichterin, Journalistin und Kunstkritikerin
- Bob Hastings (1925–2014), US-amerikanischer Schauspieler
- Brian Hastings (* 1988), US-amerikanischer Pokerspieler und Unternehmer
- Charles Hastings (Mediziner, 1794) (1794–1866), britischer Mediziner, Mitbegründer der British Medical Association
- Charles Hastings (Mediziner, 1858) (1858–1931), kanadischer Mediziner, Geburtshelfer
- Charles S. Hastings (1848–1932), US-amerikanischer Physiker
- Chris Hastings (* 1964), US-amerikanischer Skispringer
- Daniel H. Hastings (1849–1903), US-amerikanischer Politiker
- Daniel O. Hastings (1874–1966), US-amerikanischer Politiker
- David Hastings, Earl of Atholl, schottischer Adliger
- Doc Hastings (* 1941), US-amerikanischer Politiker
- Don Hastings (* 1934), US-amerikanischer Schauspieler
- Edmund Hastings, 1. Baron Hastings of Inchmahome, englischer Adliger und Militär
- Edward Hastings (Ritter) (1382–1438), englischer Ritter
- Edward Hastings, 1. Baron Hastings of Loughborough (* um 1520; 1572), englischer Adliger und Politiker.
- Edward Hastings, 2. Baron Hastings (1466–1506), englischer Adliger
- Flora Hastings (1806–1839), britische Hofdame
- Francis Rawdon-Hastings, 1. Marquess of Hastings (1754–1826), britischer General und Gouverneur von Indien
- Frank Abney Hastings (1794–1828), britischer Kapitän und Philhellene
- Gavin Hastings (* 1962), schottischer Rugby-Union-Spieler
- George Hastings, 1. Earl of Huntingdon (1488–1544), englischer Adliger
- George Hastings (Politiker) (1807–1866), US-amerikanischer Politiker (New York)
- George Hastings (Fußballspieler) (1877–1956), australischer Fußballspieler
- George Hastings (Rugbyspieler) (1924–2019), englischer Rugby-Union-Spieler
- George Fowler Hastings (1814–1876), britischer Marineoffizier
- Henry Hastings († 1250) (vor 1205–1250), englischer Adliger
- Henry Hastings († 1269) (um 1235–1269), englischer Adliger und Rebell
- Henry Hastings, 3. Earl of Huntingdon (1536–1595), englischer Adliger
- Henry Hastings, 5. Earl of Huntingdon (1586–1643), englischer Adliger
- Henry Hastings, 1. Baron Loughborough (1610–1667), englischer Adliger und Militär
- Hugh Hastings († 1347) (um 1310–1347), englischer Ritter
- Hugh Hastings († 1488) (1437–1488), englischer Ritter, de jure 10. Baron Hastings
- James Hastings (1852–1922), schottischer Geistlicher und Religionswissenschaftler
- James F. Hastings (1926–2014), US-amerikanischer Politiker
- Jimmy Hastings (1938–2024), britischer Jazzmusiker
- Jeff Hastings (* 1959), US-amerikanischer Skispringer
- John Hastings, 1. Baron Hastings (1262–1313), englischer Adliger
- John Hastings, 2. Baron Hastings (1287–1325), englischer Adliger
- John Hastings, 2. Earl of Pembroke (1347–1375), englischer Adliger
- John Hastings, 3. Earl of Pembroke (1372–1389), englischer Adliger
- John Hastings (Politiker) (1778–1854), US-amerikanischer Politiker
- Lansford Hastings (1819–1870), US-amerikanischer Entdecker und Major der Konföderierten Staaten von Amerika
- Lawrence Hastings, 1. Earl of Pembroke, englischer Magnat und Militär
- Lennie Hastings (1925–1978), britischer Jazz-Schlagzeuger
- Lowell Hastings (1916–1993), US-amerikanischer Jazz- und R&B-Saxophonist
- Lydia Hastings (* 1990), US-amerikanische Fußballspielerin
- Lynn Hastings, kanadische Rechtsanwältin und UN-Diplomatin
- Margaret Hastings (1910–1979), amerikanische Historikerin
- Matthew Hastings (1834–1919), US-amerikanischer Genre- und Porträtmaler der Düsseldorfer Schule
- Matthew Hastings (Produzent) (* 1967), US-amerikanischer Filmproduzent und -regisseur
- Max Hastings (* 1945), britischer Journalist, Historiker und Schriftsteller
- Michael Hastings (Dramatiker) (1938–2011), britischer Dramatiker, Schriftsteller und Drehbuchautor
- Michael Hastings, Baron Hastings of Scarisbrick (* 1958), britischer Manager und Politiker
- Michael Hastings (Journalist) (1980–2013), US-amerikanischer Journalist
- Michael Hastings (Politiker) (* 1980), US-amerikanischer Politiker
- Michael Abney-Hastings, 14. Earl of Loudoun (1942–2012), britisch-australischer Adliger
- Natasha Hastings (* 1986), US-amerikanische Leichtathletin
- Pye Hastings (* 1947), schottischer Sänger, Gitarrist und Komponist
- Reed Hastings (* 1960), US-amerikanischer Unternehmensgründer und Manager
- Richard Hastings (* 1977), kanadischer Fußballspieler
- Ron Hastings (1936–2006), kanadischer Schauspieler
- Scott Hastings (* 1964), englischer Rugby-Union-Spieler
- Selina Hastings (1707–1791), Countess of Huntingdon, frühe englische Anhängerin und Förderin des Methodismus
- Selina Hastings (Schriftstellerin) (* 1945), britische Schriftstellerin
- Serranus Clinton Hastings (1814–1893), US-amerikanischer Politiker
- Seth Hastings (1762–1831), US-amerikanischer Politiker
- Stephen Hastings (1921–2005), britischer Politiker
- Susan Hastings (* 1954), Pseudonym einer deutschen Schriftstellerin
- Thomas Hastings (Admiral) (1790–1870), britischer Seeoffizier
- Thomas R. Hastings, US-amerikanischer Diplomat
- Thomas S. Hastings (1860–1929), US-amerikanischer Architekt
- Warren Hastings (1732–1818), britischer Kolonialgouverneur
- William Hastings († 1226) (um 1190–1226), englischer Adliger
- William Hastings, 1. Baron Hastings (um 1431–1483), englischer Adliger
- William Hastings-Bass, 17. Earl of Huntingdon (* 1948), britischer Adliger und Politiker
- William Soden Hastings (1798–1842), US-amerikanischer Politiker
- William W. Hastings (1866–1938), US-amerikanischer Politiker
- William Hastings (Richter), oberster Richter Kiribatis

Fiktive Figur:
- Arthur Hastings, Romanfigur bei Agatha Christie